# Biserica ortodoxă grecească Buna Vestire
Biserica ortodoxă grecească Buna Vestire in Wauwatosa, Wisconsin, USA, a fost proiectată de arhitectul Frank Lloyd Wright pentru comunitatea elenă în 1956, și finalizată în 1962. Această biserică este una dintre ultimele lucrări ale lui Wright; construcția a fost completată după moartea sa. Design-ul are influențe din formele arhitecturale bizantine, reinterpretate de Wright în conformitate cu stilul epocii sale.

## Galerie

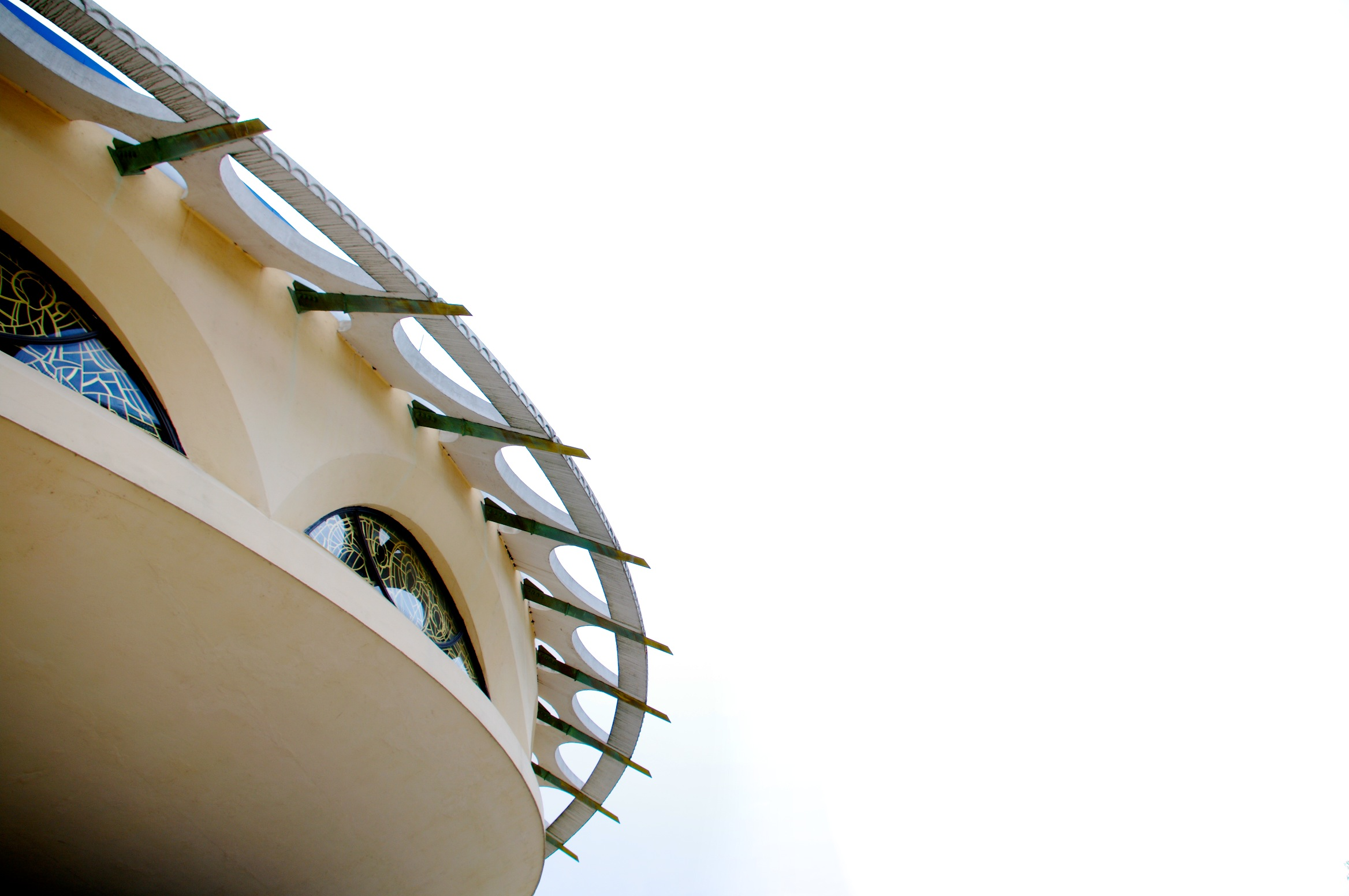
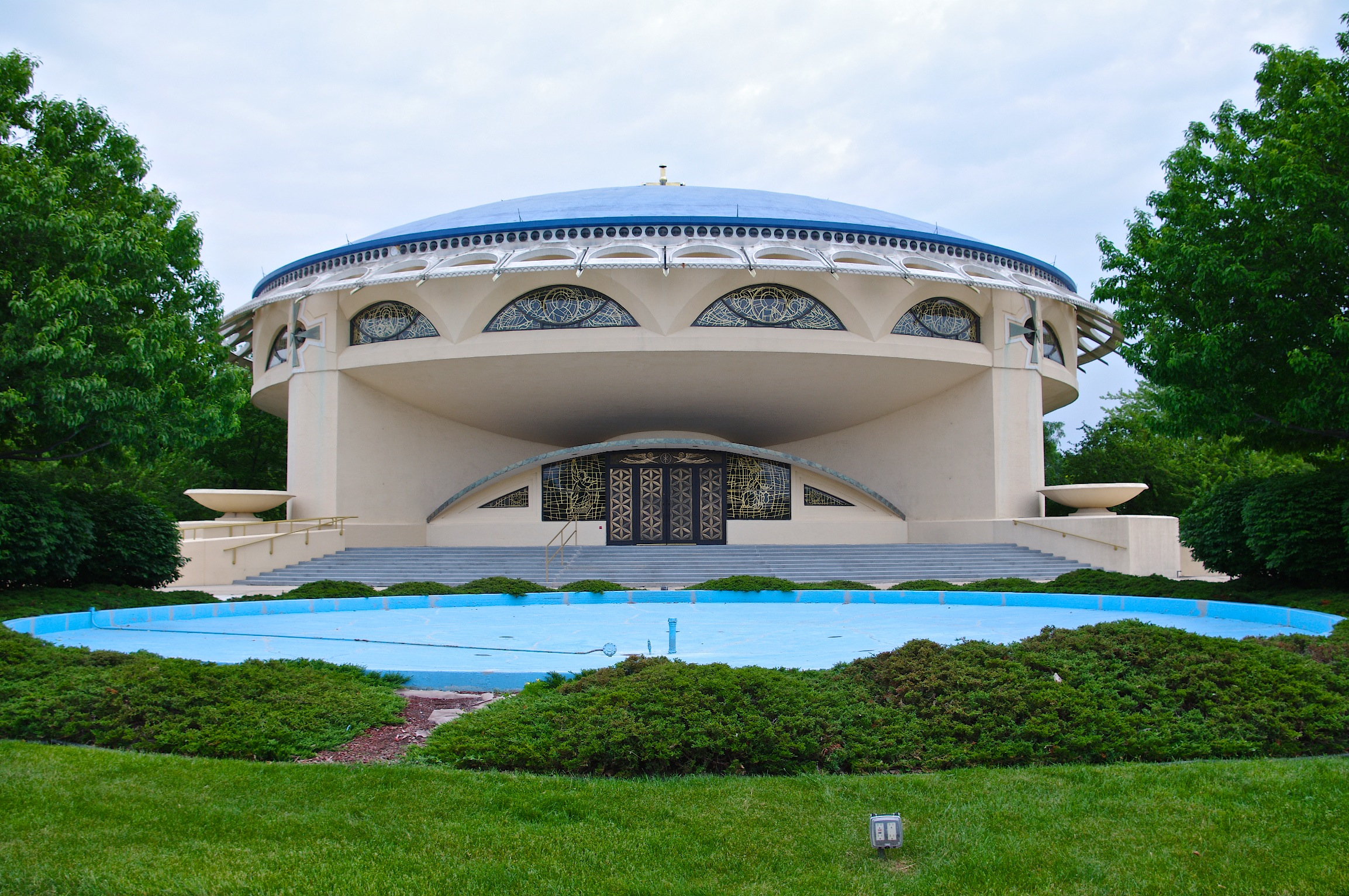
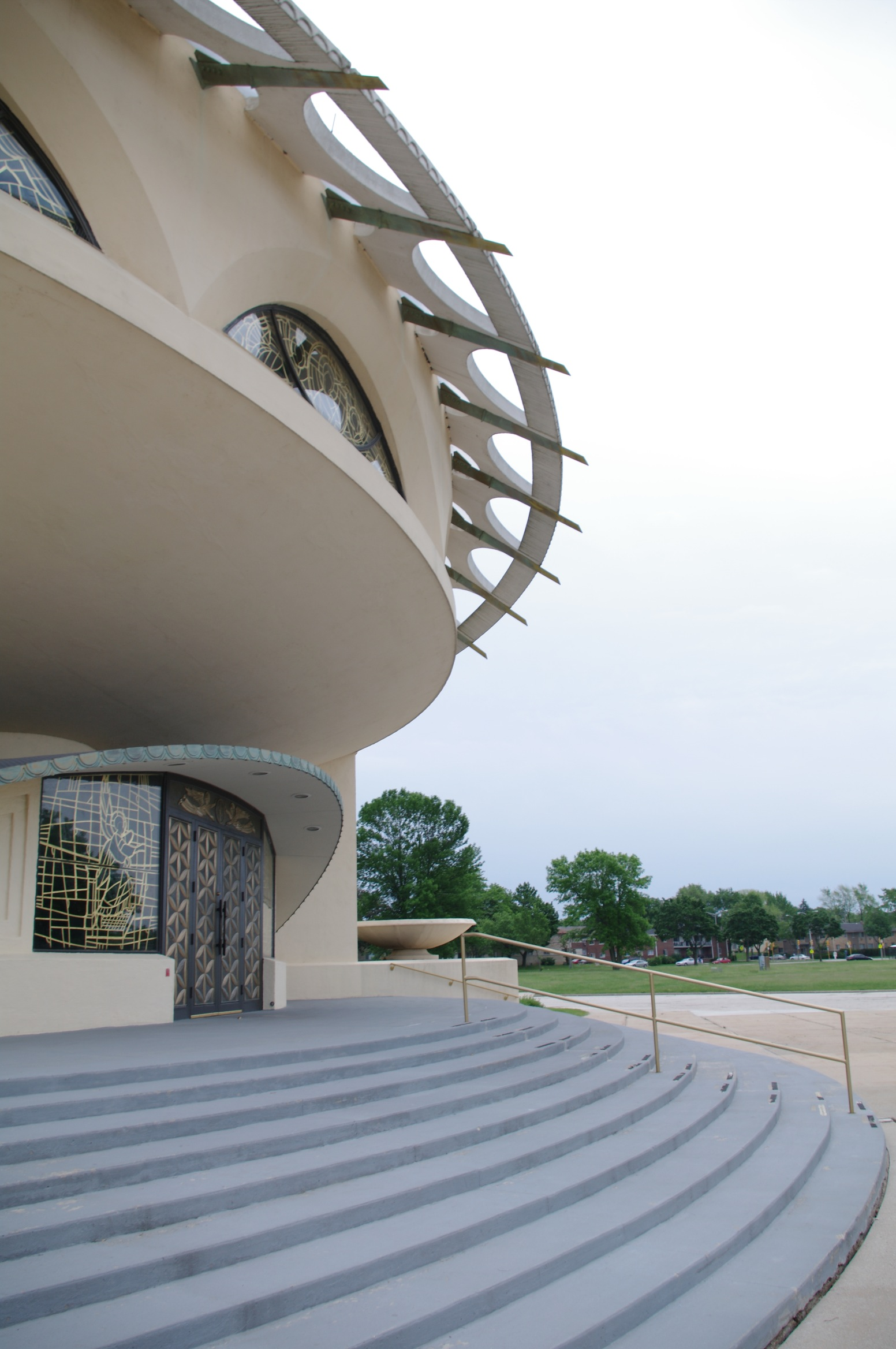
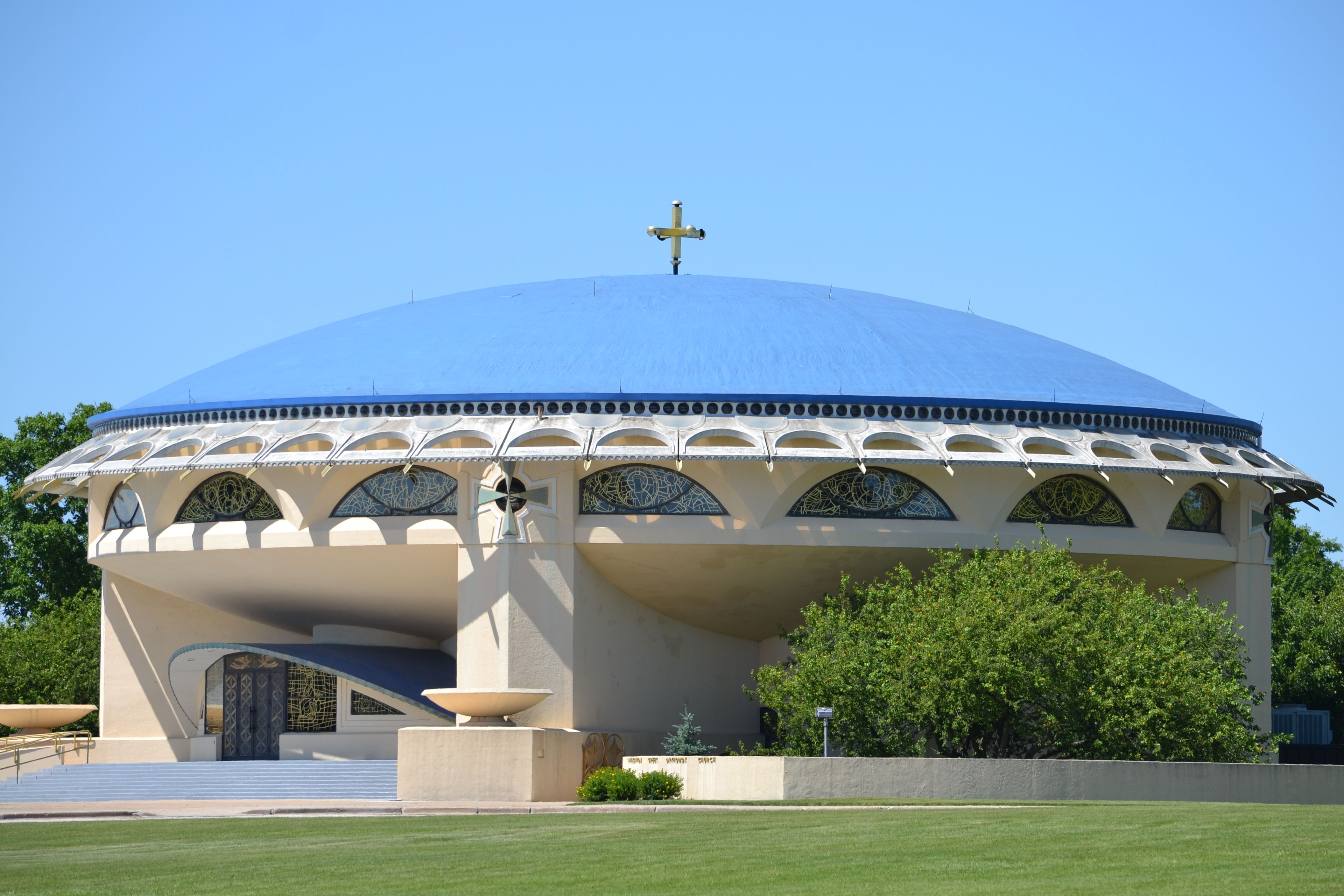